# Mastopoma subfiliferum
Mastopoma subfiliferum är en bladmossart som beskrevs av Horikawa, Ando in Kira och Umesao 1964. Mastopoma subfiliferum ingår i släktet Mastopoma och familjen Sematophyllaceae. Inga underarter finns listade i Catalogue of Life.